# 韋特羅夫山
66°34′S 92°58′E / 66.567°S 92.967°E
韋特羅夫山是南極洲的山峰，位於瑪麗皇后地，是麥克唐納灣入口處的東部，海拔高度20米，根據美國海軍的空中照片被繪入地圖，由蘇聯探險隊命名。